# Константинопольское опустошение
Константинопольское опустошение (лат. Devastatio Constantinopolitana) — небольшое историческое сочинение анонимного автора, посвящённое Четвёртому крестовому походу. Составлено после 1216 г.; выражает взгляды рядовых, не сановных слоёв крестоносцев.

## Издания
- Devastatio Constantinopolitana // Andrea, Alfred J. Contemporary sources for the fourth crusade. Brill. Leiden-Boston-Koeln. 2000.

## Переводы на русский язык
- Константинопольское опустошение в переводе с англ. С. Железнова на сайте Восточная литература